# Яманаши
Яманаши (на японски: 山梨県, по английската Система на Хепбърн Yamanashi-ken, Яманаши-кен) е една от 47-те префектури на Япония, разположена е в централната част на страната на най-големия японски остров Хоншу. Яманаши е с население от 884 531 жители (41-ва по население към 1 октомври 2005 г.) и има обща площ от 4465,37 км² (32-ра по площ). Град Кофу е административният център на префектурата. В Яманаши са разположени 13 града.